# Curtara serpenta
Curtara serpenta är en insektsart som beskrevs av Delong 1980. Curtara serpenta ingår i släktet Curtara och familjen dvärgstritar. Inga underarter finns listade i Catalogue of Life.